# Thecla anthora
Thecla anthora är en fjärilsart som beskrevs av William Chapman Hewitson 1877. Thecla anthora ingår i släktet Thecla och familjen juvelvingar. Inga underarter finns listade i Catalogue of Life.